# 下楸子島
下楸子島（ハチュジャド、하추자도）は、済州特別自治道済州市楸子面に所属する楸子群島の中で一番大きい島である。

## 地理
面積は 4.2km2で上楸子島の3.2倍に達するが、人口は楸子面全体(2016年末 1,906人)の約3分の1で上楸子島の半分程度である。
島の北西側にある上楸子島と全長212mの楸子大橋でつながっている。